# سد کاتسه
سد کاتسه (به لاتین: Katse Dam) یک سد در لسوتو است که در لسوتو واقع شده‌است.